# Старомусино (Чишминський район)
Старому́сино (рос. Старомусино, башк. Иҫке Муса) — село у складі Чишминського району Башкортостану, Росія. Входить до складу Чувалкіповської сільської ради.
Населення — 578 осіб (2010; 619 у 2002).
Національний склад:
- татари — 85 %

У селі народився Муса Галі (Галеєв Габдрахман Галеєвич), башкирський поет (1923).